# Tercera División de España 1948-49
La temporada 1948–49 de la Tercera División de España de fútbol corresponde a la 12.ª edición del campeonato y se disputó entre el 12 de septiembre de 1948 y el 26 de junio de 1949.
El campeón de esta temporada fue el Albacete Balompié.

## Sistema de competición
La Tercera División de España 1948-49 fue organizada por la Federación Española de Fútbol (RFEF).
El campeonato contó con la participación de 84 clubes divididos en seis grupos. La competición siguió un sistema de liga, de modo que los equipos de cada grupo se enfrentaron entre sí, todos contra todos en dos ocasiones -una en campo propio y otra en campo contrario- sumando un total de 26 jornadas. El orden de los encuentros se decidió por sorteo antes de empezar la competición.
Se estableció una clasificación con arreglo a los puntos obtenidos en cada enfrentamiento, a razón de dos por partido ganado, uno por empatado y ninguno en caso de derrota. En caso de empate a puntos entre dos o más clubes en la clasificación, se tuvo en cuenta el mayor cociente de goles. 
Los dos primeros clasificados de cada grupo ascendieron directamente a Segunda División, mientras que los terceros clasificados jugaron la promoción de ascenso. Posteriormente, la ampliación de Segunda División dejó sin efecto la promoción y ascendieron todos los equipos.
En principio los tres últimos clasificados de cada grupo descendían directamente a categoría Regional; y los décimos y undécimos clasificados jugaban la promoción de permanencia; pero la ampliación de Segunda División para la temporada siguiente dejó sin efecto los descensos.

## Fase de grupos

### Grupo I
| Pos. | Equipo                     | Pts. | PJ | G  | E | P  | GF | GC | Dif. | Clasificación                  |
| ---- | -------------------------- | ---- | -- | -- | - | -- | -- | -- | ---- | ------------------------------ |
| 1    | U. D. Orensana (A)         | 34   | 24 | 17 | 0 | 7  | 60 | 36 | +24  | Ascenso a Segunda División     |
| 2    | Arosa S. C. (A)            | 33   | 24 | 14 | 5 | 5  | 61 | 40 | +21  | Ascenso a Segunda División     |
| 3    | S. G. Lucense              | 32   | 24 | 14 | 2 | 8  | 59 | 44 | +15  | Acceso a Promoción de ascenso  |
| 4    | C. P. La Felguera          | 30   | 24 | 13 | 4 | 7  | 61 | 37 | +24  |                                |
| 5    | Real Avilés C. F.          | 30   | 24 | 12 | 6 | 6  | 68 | 44 | +24  |                                |
| 6    | Real Juvencia              | 23   | 24 | 9  | 5 | 10 | 53 | 40 | +13  |                                |
| 7    | Cultural Leonesa           | 23   | 24 | 10 | 3 | 11 | 50 | 54 | −4   |                                |
| 8    | Pontevedra C. F.           | 22   | 24 | 9  | 4 | 11 | 50 | 64 | −14  |                                |
| 9    | Caudal Deportivo           | 22   | 24 | 7  | 8 | 9  | 45 | 50 | −5   |                                |
| 10   | C. D. Juvenil              | 19   | 24 | 7  | 5 | 12 | 46 | 50 | −4   |                                |
| 11   | Club Berbés                | 19   | 24 | 7  | 3 | 14 | 55 | 75 | −20  |                                |
| 12   | Club Santiago              | 18   | 24 | 6  | 6 | 12 | 37 | 60 | −23  |                                |
| 13   | Arsenal C. F. de El Ferrol | 5    | 24 | 4  | 3 | 17 | 22 | 73 | −51  |                                |
| 14   | Maestranza Aérea de León   | 0    | 0  | 0  | 0 | 0  | 0  | 0  | 0    | Disuelto y Descenso a Regional |

 Fuente: Fútbol Regional
Notas:
1. ↑  El Deportivo Maestranza Aérea de León se retiró a mitad de la competición y desapareció.

### Grupo II
| Pos. | Equipo                        | Pts. | PJ | G  | E | P  | GF | GC | Dif. | Clasificación                 |
| ---- | ----------------------------- | ---- | -- | -- | - | -- | -- | -- | ---- | ----------------------------- |
| 1    | C. A. Osasuna (A)             | 39   | 26 | 16 | 7 | 3  | 69 | 27 | +42  | Ascenso a Segunda División    |
| 2    | Gimnástica de Torrelavega (A) | 36   | 26 | 17 | 2 | 7  | 54 | 37 | +17  | Ascenso a Segunda División    |
| 3    | S. D. Erandio Club            | 28   | 26 | 12 | 4 | 10 | 55 | 41 | +14  | Acceso a Promoción de ascenso |
| 4    | C. D. Logroñés                | 27   | 26 | 11 | 5 | 10 | 50 | 52 | −2   |                               |
| 5    | Maestranza Aérea de Logroño   | 25   | 26 | 9  | 7 | 10 | 45 | 49 | −4   |                               |
| 6    | S. D. Indauchu                | 25   | 26 | 11 | 3 | 12 | 63 | 67 | −4   |                               |
| 7    | Club Sestao                   | 24   | 26 | 10 | 4 | 12 | 41 | 51 | −10  |                               |
| 8    | C. D. Mirandés                | 24   | 26 | 11 | 2 | 13 | 39 | 45 | −6   |                               |
| 9    | S. D. Barreda Balompié        | 24   | 26 | 9  | 6 | 11 | 49 | 62 | −13  |                               |
| 10   | Real Unión Club               | 23   | 26 | 11 | 1 | 14 | 50 | 45 | +5   |                               |
| 11   | Burgos C. F.                  | 23   | 26 | 9  | 5 | 12 | 56 | 48 | +8   |                               |
| 12   | Deportivo Alavés              | 22   | 26 | 8  | 6 | 12 | 36 | 46 | −10  |                               |
| 13   | Arenas Club                   | 22   | 26 | 7  | 8 | 11 | 48 | 60 | −12  |                               |
| 14   | C. D. Tudelano                | 22   | 26 | 10 | 2 | 14 | 42 | 67 | −25  |                               |

 Fuente: Fútbol Regional

### Grupo III
| Pos. | Equipo                  | Pts. | PJ | G  | E | P  | GF | GC | Dif. | Clasificación                 |
| ---- | ----------------------- | ---- | -- | -- | - | -- | -- | -- | ---- | ----------------------------- |
| 1    | U. D. Lérida (A)        | 37   | 26 | 16 | 5 | 5  | 57 | 36 | +21  | Ascenso a Segunda División    |
| 2    | Zaragoza C. F. (A)      | 32   | 26 | 13 | 6 | 7  | 63 | 54 | +9   | Ascenso a Segunda División    |
| 3    | C. D. Mallorca          | 31   | 26 | 14 | 3 | 9  | 56 | 36 | +20  | Acceso a Promoción de ascenso |
| 4    | C. D. San Andrés        | 31   | 26 | 15 | 1 | 10 | 73 | 45 | +28  |                               |
| 5    | Tarrasa C. F.           | 26   | 26 | 10 | 6 | 10 | 67 | 64 | +3   |                               |
| 6    | U. D. Huesca            | 25   | 26 | 11 | 3 | 12 | 53 | 50 | +3   |                               |
| 7    | C. D. Constancia        | 25   | 26 | 11 | 3 | 12 | 44 | 53 | −9   |                               |
| 8    | S. D. Escoriaza         | 25   | 26 | 8  | 9 | 9  | 49 | 46 | +3   |                               |
| 9    | C. D. Atlético Baleares | 24   | 26 | 8  | 8 | 10 | 53 | 59 | −6   |                               |
| 10   | Arenas S. D.            | 24   | 26 | 10 | 4 | 12 | 48 | 45 | +3   |                               |
| 11   | C. D. Júpiter           | 24   | 26 | 9  | 6 | 11 | 47 | 62 | −15  |                               |
| 12   | F. C. Martinenc         | 24   | 26 | 9  | 6 | 11 | 39 | 53 | −14  |                               |
| 13   | Atlético Zaragoza       | 19   | 26 | 9  | 1 | 16 | 37 | 66 | −29  |                               |
| 14   | C. F. Igualada          | 17   | 26 | 7  | 3 | 16 | 36 | 53 | −17  |                               |

 Fuente: Fútbol Regional

### Grupo IV
| Pos. | Equipo                             | Pts. | PJ | G  | E | P  | GF | GC | Dif. | Clasificación                 |
| ---- | ---------------------------------- | ---- | -- | -- | - | -- | -- | -- | ---- | ----------------------------- |
| 1    | A. D. Plus Ultra (A)               | 38   | 26 | 17 | 4 | 5  | 90 | 39 | +51  | Ascenso a Segunda División    |
| 2    | U. D. Salamanca (A)                | 37   | 26 | 15 | 7 | 4  | 50 | 27 | +23  | Ascenso a Segunda División    |
| 3    | C. D. Numancia                     | 30   | 26 | 13 | 4 | 9  | 70 | 39 | +31  | Acceso a Promoción de ascenso |
| 4    | C. D. Toledo                       | 30   | 26 | 12 | 6 | 8  | 62 | 58 | +4   |                               |
| 5    | U. B. Conquense                    | 29   | 26 | 12 | 5 | 9  | 45 | 51 | −6   |                               |
| 6    | C. D. Badajoz                      | 26   | 26 | 12 | 2 | 12 | 57 | 44 | +13  |                               |
| 7    | Tomelloso C. F.                    | 26   | 26 | 12 | 2 | 12 | 48 | 61 | −13  |                               |
| 8    | C. D. Cacereño                     | 25   | 26 | 10 | 5 | 11 | 55 | 53 | +2   |                               |
| 9    | C. D. Talavera                     | 25   | 26 | 11 | 3 | 12 | 45 | 58 | −13  |                               |
| 10   | C. D. Fábrica Nacional de Palencia | 24   | 26 | 10 | 4 | 12 | 50 | 47 | +3   |                               |
| 11   | Ávila C. F.                        | 23   | 26 | 8  | 7 | 11 | 48 | 61 | −13  |                               |
| 12   | C. D. Manchego                     | 18   | 26 | 6  | 6 | 14 | 37 | 58 | −21  |                               |
| 13   | S. D. Gimnástica Segoviana         | 17   | 26 | 6  | 5 | 15 | 34 | 76 | −42  |                               |
| 14   | Atlético de Zamora                 | 16   | 26 | 4  | 8 | 14 | 38 | 67 | −29  |                               |

 Fuente: Fútbol Regional

### Grupo V
| Pos. | Equipo                   | Pts. | PJ | G  | E | P  | GF | GC | Dif. | Clasificación                 |
| ---- | ------------------------ | ---- | -- | -- | - | -- | -- | -- | ---- | ----------------------------- |
| 1    | Albacete Balompié (A)    | 38   | 26 | 17 | 4 | 5  | 62 | 30 | +32  | Ascenso a Segunda División    |
| 2    | Elche C. F. (A)          | 36   | 26 | 14 | 8 | 4  | 60 | 28 | +32  | Ascenso a Segunda División    |
| 3    | Cartagena C. F.          | 32   | 26 | 14 | 4 | 8  | 65 | 37 | +28  | Acceso a Promoción de ascenso |
| 4    | Imperial C. F.           | 29   | 26 | 13 | 3 | 10 | 55 | 43 | +12  |                               |
| 5    | U. D. Almería            | 28   | 26 | 13 | 2 | 11 | 57 | 51 | +6   |                               |
| 6    | C. D. Naval              | 28   | 26 | 13 | 2 | 11 | 50 | 47 | +3   |                               |
| 7    | Alicante C. F.           | 25   | 26 | 11 | 3 | 12 | 45 | 53 | −8   |                               |
| 8    | C. D. Segarra            | 25   | 26 | 11 | 3 | 12 | 36 | 49 | −13  |                               |
| 9    | C. D. Acero              | 25   | 26 | 11 | 3 | 12 | 42 | 51 | −9   |                               |
| 10   | C. D. Eldense            | 22   | 26 | 8  | 7 | 11 | 51 | 52 | −1   |                               |
| 11   | C. D. Olímpico           | 22   | 26 | 10 | 2 | 14 | 38 | 51 | −13  |                               |
| 12   | Orihuela Deportiva C. F. | 21   | 26 | 8  | 5 | 13 | 28 | 34 | −6   |                               |
| 13   | S. D. Sueca              | 16   | 26 | 6  | 4 | 16 | 28 | 61 | −33  |                               |
| 14   | C. D. Cieza              | 16   | 26 | 6  | 4 | 16 | 36 | 66 | −30  |                               |

 Fuente: Fútbol Regional

### Grupo VI
| Pos. | Equipo                     | Pts. | PJ | G  | E | P  | GF | GC | Dif. | Clasificación                 |
| ---- | -------------------------- | ---- | -- | -- | - | -- | -- | -- | ---- | ----------------------------- |
| 1    | Atlético de Tetuán (A)     | 34   | 26 | 16 | 2 | 8  | 52 | 26 | +26  | Ascenso a Segunda División    |
| 2    | R. C. D. Córdoba (A)       | 34   | 26 | 16 | 2 | 8  | 62 | 30 | +32  | Ascenso a Segunda División    |
| 3    | R. B. Linense              | 34   | 26 | 15 | 4 | 7  | 72 | 38 | +34  | Acceso a Promoción de ascenso |
| 4    | R. C. Recreativo de Huelva | 32   | 26 | 13 | 6 | 7  | 55 | 42 | +13  |                               |
| 5    | Cádiz C. F.                | 30   | 26 | 12 | 6 | 8  | 56 | 41 | +15  |                               |
| 6    | S. D. Ceuta                | 28   | 26 | 13 | 2 | 11 | 47 | 50 | −3   |                               |
| 7    | Algeciras C. F.            | 26   | 26 | 12 | 2 | 12 | 58 | 62 | −4   |                               |
| 8    | Real Betis                 | 25   | 26 | 10 | 5 | 11 | 60 | 42 | +18  |                               |
| 9    | U. D. España de Tánger     | 23   | 26 | 8  | 7 | 11 | 46 | 63 | −17  |                               |
| 10   | Real Jaén C. F.            | 22   | 26 | 10 | 2 | 14 | 50 | 59 | −9   |                               |
| 11   | C. D. Iliturgi             | 22   | 26 | 10 | 2 | 14 | 57 | 75 | −18  |                               |
| 12   | U. D. Melilla              | 21   | 26 | 7  | 7 | 12 | 50 | 52 | −2   |                               |
| 13   | C. D. Electromecánicas     | 18   | 26 | 7  | 4 | 15 | 34 | 67 | −33  |                               |
| 14   | Larache C. F.              | 15   | 26 | 5  | 5 | 16 | 39 | 91 | −52  |                               |

 Fuente: Fútbol Regional

## Fase final
Disputada por los seis equipos ganadores de la fase de grupos:
| Pos. | Equipo                | Pts. | PJ | G | E | P | GF | GC | Dif. | Clasificación |     | ALB | ATT | LER | PLU | ORE | OSA |
| ---- | --------------------- | ---- | -- | - | - | - | -- | -- | ---- | ------------- | --- | --- | --- | --- | --- | --- | --- |
| 1    | Albacete Balompié (C) | 12   | 10 | 6 | 0 | 4 | 19 | 19 | 0    | Campeón       |     | —   | 2–0 | 4–3 | 2–1 | 3–1 | 1–0 |
| 2    | Atlético de Tetuán    | 11   | 10 | 4 | 3 | 3 | 13 | 11 | +2   |               |     | 1–0 | —   | 4–1 | 2–1 | 2–0 | 1–1 |
| 3    | U. D. Lérida          | 10   | 10 | 5 | 0 | 5 | 20 | 16 | +4   |               | 3–2 | 1–0 | —   | 3–0 | 7–0 | 2–1 |     |
| 4    | A. D. Plus Ultra      | 9    | 10 | 4 | 1 | 5 | 20 | 25 | −5   |               | 3–5 | 3–1 | 1–0 | —   | 5–1 | 4–3 |     |
| 5    | U. D. Orensana        | 9    | 10 | 4 | 1 | 5 | 19 | 22 | −3   |               | 5–0 | 1–1 | 3–0 | 7–1 | —   | 1–0 |     |
| 6    | C. A. Osasuna         | 9    | 10 | 3 | 3 | 4 | 13 | 11 | +2   |               | 2–0 | 1–1 | 1–0 | 1–1 | 3–0 | —   |     |

 Fuente: Futbolplus

## Promoción de Ascenso
Los terceros clasificados de cada grupo jugaron la promoción de ascenso en formato liguilla ante los dos últimos clasificados de Segunda División. Posteriormente al finalizar la temporada se decidió ampliar la Segunda División a 32 equipos y la promoción quedó sin efecto ascendiendo todos los equipos.

### Grupo I
| Pos. | Equipo                 | Pts. | PJ | G | E | P | GF | GC | Dif. | Clasificación              |  | NUM | FER | LUC | ERA |
| ---- | ---------------------- | ---- | -- | - | - | - | -- | -- | ---- | -------------------------- |  | --- | --- | --- | --- |
| 1    | C. D. Numancia (A)     | 8    | 6  | 4 | 0 | 2 | 14 | 17 | −3   | Ascenso a Segunda División |  | —   | 2–1 | 3–1 | 4–1 |
| 2    | Club Ferrol            | 7    | 6  | 3 | 1 | 2 | 15 | 10 | +5   |                            |  | 7–1 | —   | 3–0 | 3–2 |
| 3    | S. G. Lucense (A)      | 7    | 6  | 3 | 1 | 2 | 11 | 9  | +2   | Ascenso a Segunda División |  | 5–1 | 1–1 | —   | 2–1 |
| 4    | S. D. Erandio Club (A) | 2    | 6  | 1 | 0 | 5 | 10 | 14 | −4   | Ascenso a Segunda División |  | 2–3 | 4–0 | 0–2 | —   |

 Fuente: Futbolme

### Grupo II
| Pos. | Equipo              | Pts. | PJ | G | E | P | GF | GC | Dif. | Clasificación              |  | LIN | MAL | BAD | CAR |
| ---- | ------------------- | ---- | -- | - | - | - | -- | -- | ---- | -------------------------- |  | --- | --- | --- | --- |
| 1    | R. B. Linense (A)   | 7    | 6  | 3 | 1 | 2 | 13 | 11 | +2   | Ascenso a Segunda División |  | —   | 2–0 | 3–2 | 6–1 |
| 2    | C. D. Mallorca (A)  | 6    | 6  | 3 | 0 | 3 | 17 | 10 | +7   | Ascenso a Segunda División |  | 2–0 | —   | 3–0 | 8–0 |
| 3    | C. F. Badalona      | 6    | 6  | 3 | 0 | 3 | 19 | 13 | +6   |                            |  | 4–0 | 5–2 | —   | 5–1 |
| 4    | Cartagena C. F. (A) | 5    | 6  | 2 | 1 | 3 | 11 | 26 | −15  | Ascenso a Segunda División |  | 2–2 | 3–2 | 4–3 | —   |

 Fuente: Futbolme